# Långstjärtad vidafink
Långstjärtad vidafink (Euplectes progne) är en fågel i familjen vävare inom ordningen tättingar.

## Utseende och läte
Långstjärtad vidafink är en stor ocb mörk vidafink. Hane i häckningsdräkt är omisskännlig, svart med rött och vitt på vingarna samt en mycket lång stjärt. Utanför häckningstid tappas den korta stjärten och fjäderdräkten blir streckad och brun, dock med vingteckningen intakt. Honan är brun och streckad året runt, lik många andra vidafinkar men håller sig nära hanen även utanför häckningstid. Sången består av en fräsande drill.

## Utbredning och systematik
Långstjärtad vidafink delas in i tre underarter med följande utbredning:
- Euplectes progne delamerei – förekommer lokalt i högländer i Kenya
- E. p. progne – förekommer från Botswana till Zimbabwe, Moçambique och östra Kapprovinsen i Sydafrika
- E. p.  delacouri – förekommer från Demokratiska republiken Kongo till Angola och Zambia

## Levnadssätt
Långstjärtad vidafink häckar i fuktiga gräsmarker, men kan ibland ses i jordbruksbygd och andra öppna områden. Den påträffas vanligen i flockar, framför allt utanför häckningstid. Under häckningen utför hanen en mycket långsam spelflykt med den mycket stora stjärten hängande. wing pattern.

## Status
Arten har ett stort utbredningsområde och beståndet anses stabilt. Internationella naturvårdsunionen IUCN listar den därför som livskraftig (LC).

## Bilder

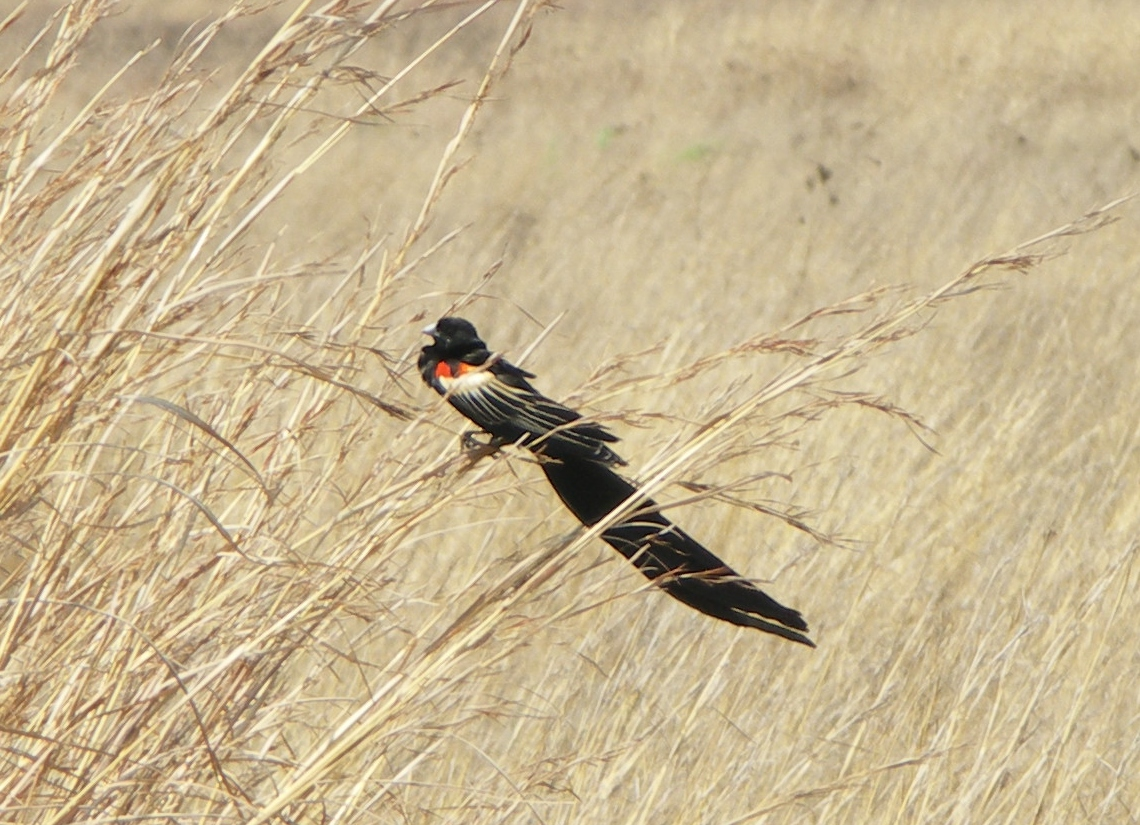
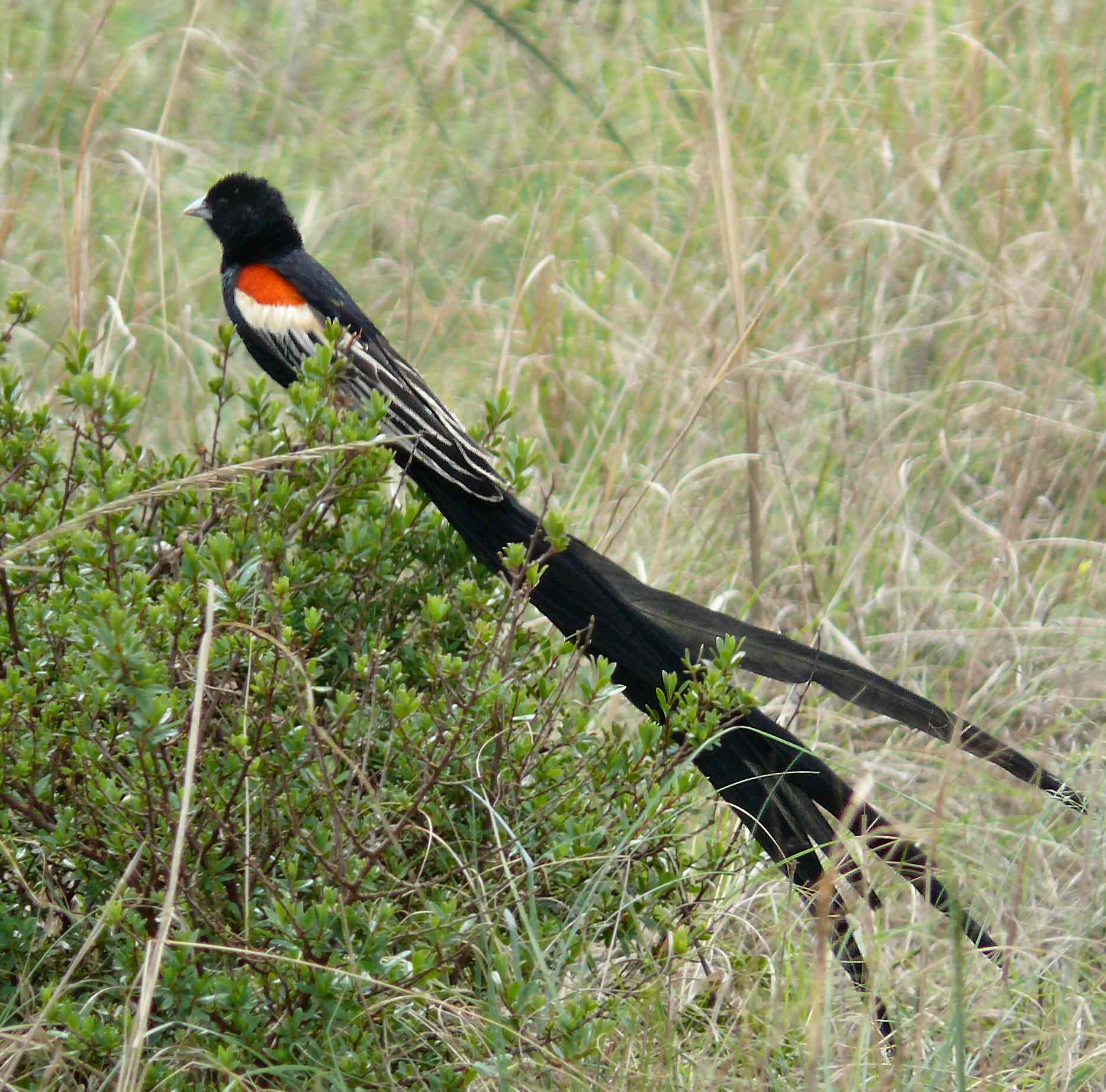